# Herkulesgatan

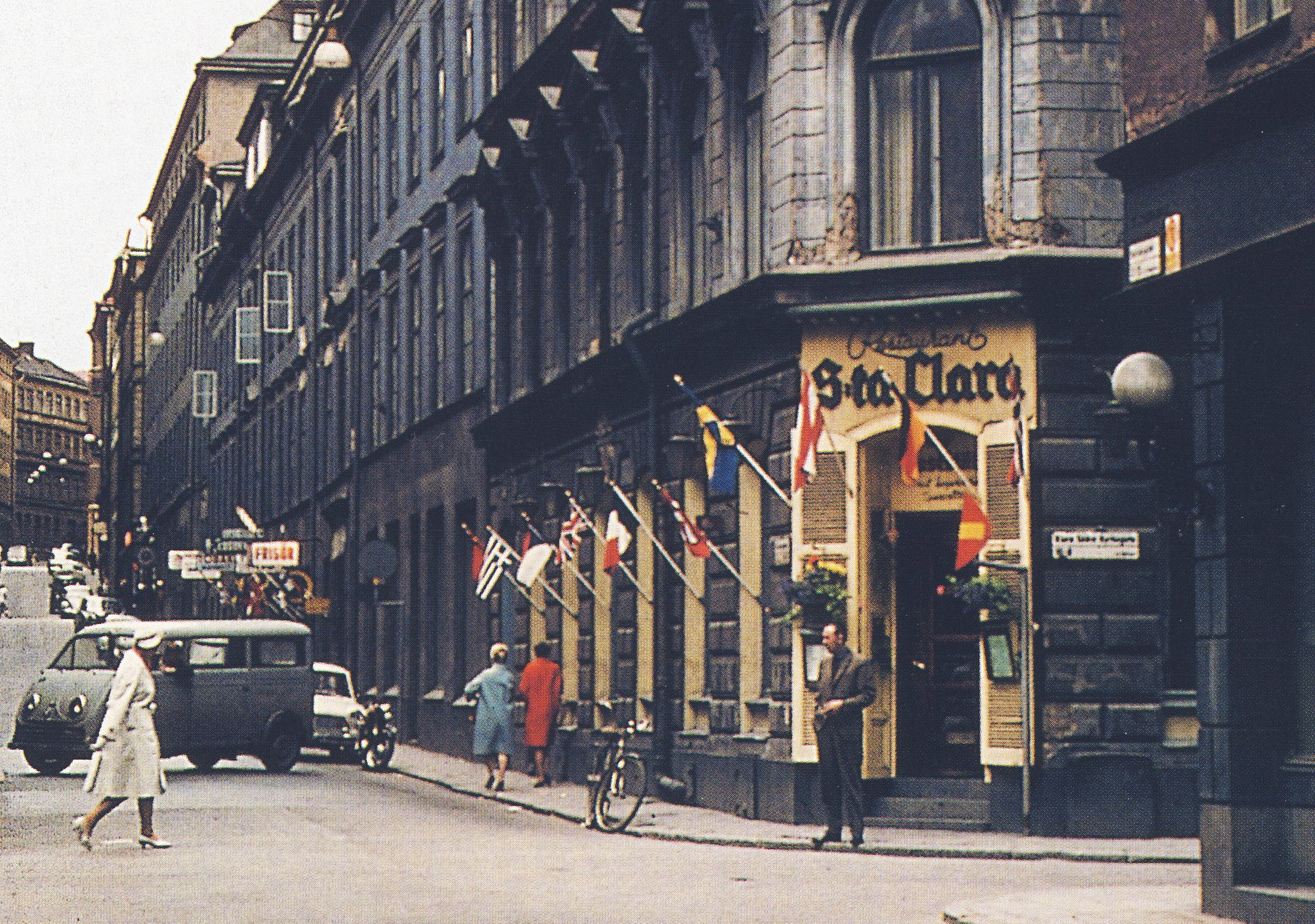
Herkulesgatan österut med restaurang S:ta Clara 1964 (revs 1970).

Herkulesgatan är en gata i stadsdelen Norrmalm i centrala Stockholm. Gatan sträcker sig från Brunkebergstorg till Centralbrons avfart.

## Historik

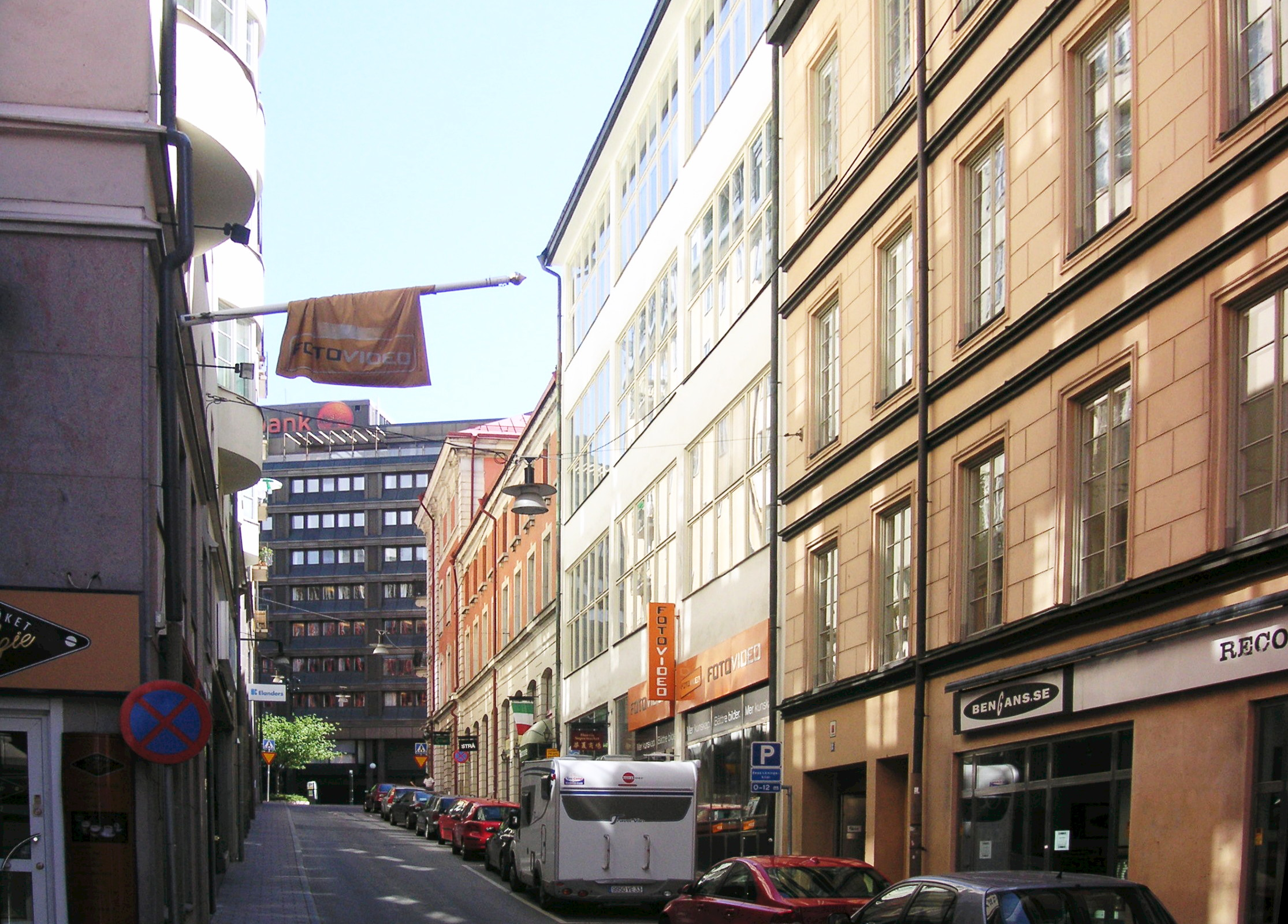
Herkulesgatan österut juli 2008.
Huset i mitten är Esseltes före detta kontors- och lagerhus, ritat 1932 av arkitekt Ture Wennerholm.

Namnet Herkulisgatan (med "i") fastställdes 1857 för den korta Herkulis gränd som gick från Brunkebergstorg till Regeringsgatan. 1926 fick hela den dåvarande sträckningen mellan Regeringsgatan fram till Vasagatan namnet Herkulesgatan. Därmed försvann gatunamnet Lilla Vattugatan som gick mellan Brunkebergstorg och Vasagatan. Lilla Vattugatan hade sin parallellgata, Stora Vattugatan, norr om kvarteret Elefanten som skiljer båda gatorna åt. Stora Vattugatan döptes 1926 till Vattugatan samtidigt som Lilla Vattugatan blev till Herkulesgatan.  
Var förleden Herkules- kommer ifrån är ovisst, men förleden Vattu- kom från att gatan gick ner till Klara sjö. 1670 hette gatorna Stora och Lilla Vattugränden och fortfarande 1827, som Karta Öfwer Clarasjö visar, slutar båda gränderna vid Klara sjö, där numera Vasagatan och Stockholms centralstation finns. 
I samband med Norrmalmsregleringen förändrades sträckningen för Herkulesgatan och Vattugatan när Klaratunnelns mynning mot väst byggdes och Herkulesgatans samt Vattugatans västliga delar blev till på- och avfartsramper för Centralbron. 1964 fanns fortfarande kvarterskrogen S:ta Clara kvar vid hörnet till Klara södra kyrkogata. 1967 gapar ett stort rivet område från Vasagatan upp till Brunkebergstorg. 
I kvarteret Elefanten byggdes Klaratunneln och ovanpå ett stort parkeringshus, Elefantens parkeringshus, hela kvarteret var färdigbyggd 1973. I början av 2000-talet revs p-huset och bostäder uppfördes istället. Syftet var att skapa bostäder och att samtidigt förbättra miljön, stadsbilden och höja den arkitektoniska kvalitén.